# Achaea simplex
Achaea simplex là một loài bướm đêm thuộc họ Erebidae. Nó được tìm thấy ở Waigeo, Mysol, miền bắc Moluccas, Sulawesi và Borneo.